# Оскар (тауншип, Миннесота)
Оскар (англ. Oscar) — тауншип в округе Оттер-Тейл, Миннесота, США. На 2000 год его население составило 218 человек.

## География
По данным Бюро переписи населения США площадь тауншипа составляет 93,4 км², из которых 89,7 км² занимает суша, а 3,7 км² — вода (3,91 %).

## Демография
По данным переписи населения 2000 года здесь находились 218 человек, 79 домохозяйств и 65 семей.  Плотность населения —  2,4 чел./км².  На территории тауншипа расположено 96 построек со средней плотностью 1,1 построек на один квадратный километр. Расовый состав населения: 96,33 % белых, 0,46 % афроамериканцев, 1,83 % азиатов и 1,38 % приходится на две или более других рас.
Из 79 домохозяйств в 38,0 % воспитывались дети до 18 лет, в 77,2 % проживали супружеские пары, в 3,8 % проживали незамужние женщины и в 16,5 % домохозяйств проживали несемейные люди. 15,2 % домохозяйств состояли из одного человека, при том 3,8 % из — одиноких пожилых людей старше 65 лет. Средний размер домохозяйства — 2,76, а семьи — 3,02 человека.
28,4 % населения — младше 18 лет, 5,5 % — в возрасте от 18 до 24 лет, 26,1 % — от 25 до 44, 23,9 % — от 45 до 64, и 16,1 % старше 65 лет. Средний возраст — 40 лет. На каждые 100 женщин приходилось 107,6 мужчин.  На каждые 100 женщин старше 18 приходилось 108,0 мужчин.
Средний годовой доход домохозяйства составлял 43 750 долларов, а средний годовой доход семьи —  47 917 долларов. Средний доход мужчин —  31 750  долларов, в то время как у женщин — 21 250. Доход на душу населения составил 17 825 долларов. За чертой бедности находились  семей и  всего населения тауншипа, из которых  — люди моложе 18 и старше 65 лет.